# Domingo de Boenechea
Domingo de Boenechea Andonaegui, né le 21 septembre 1713 à Getaria en Espagne et mort le 26 janvier 1775 à Tahiti, est un navigateur et explorateur espagnol.

## Biographie
D'origine basque, il est envoyé par le vice-roi du Pérou Manuel de Amat y Junyent à Tahiti pour tenter de rallier l'île à l'Espagne et l’évangéliser (en 1772-1773 puis en 1774-1775). Après sa mort, l'entreprise est abandonnée.